# Notre-Dame-de-Buze

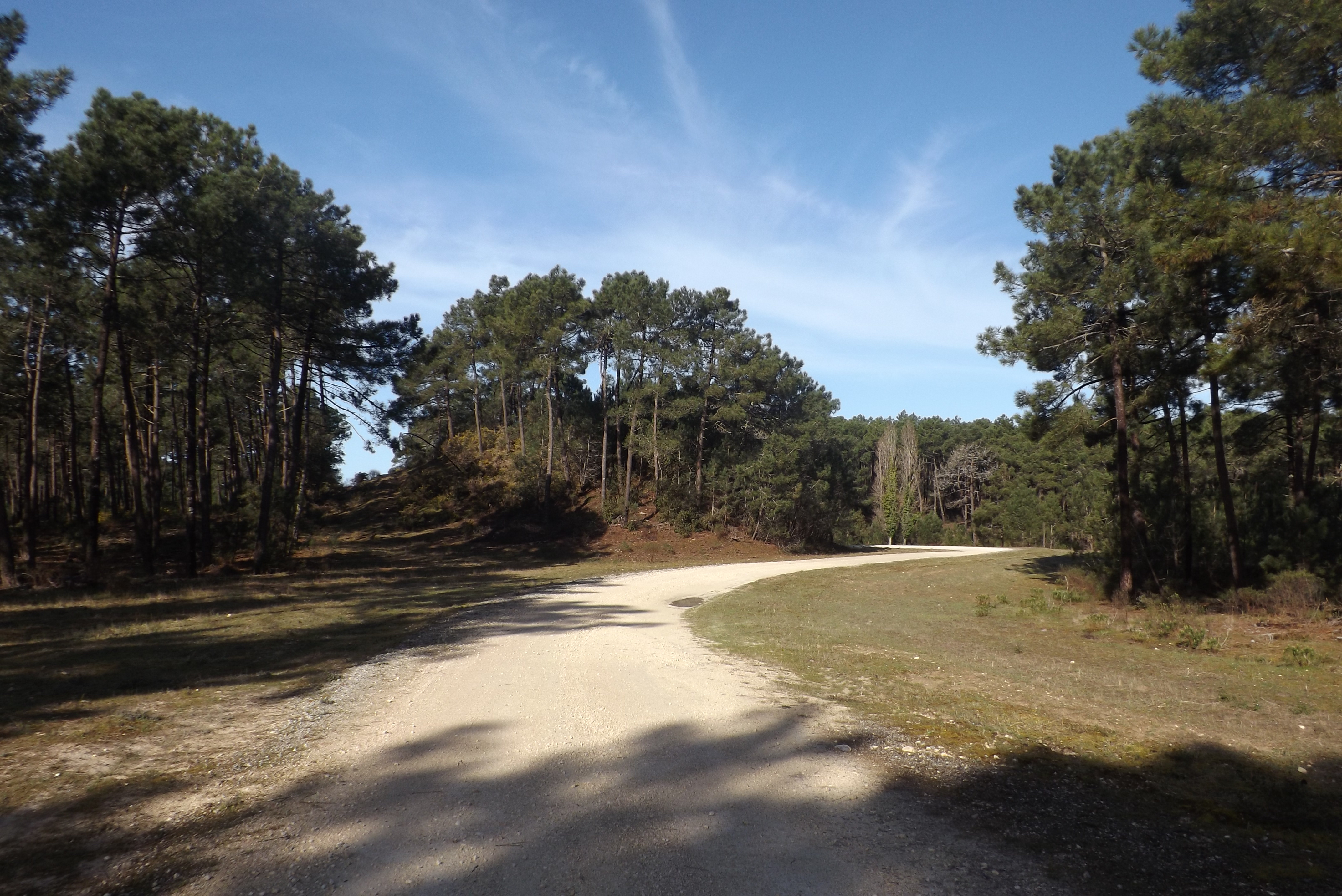
Le site de Buze.

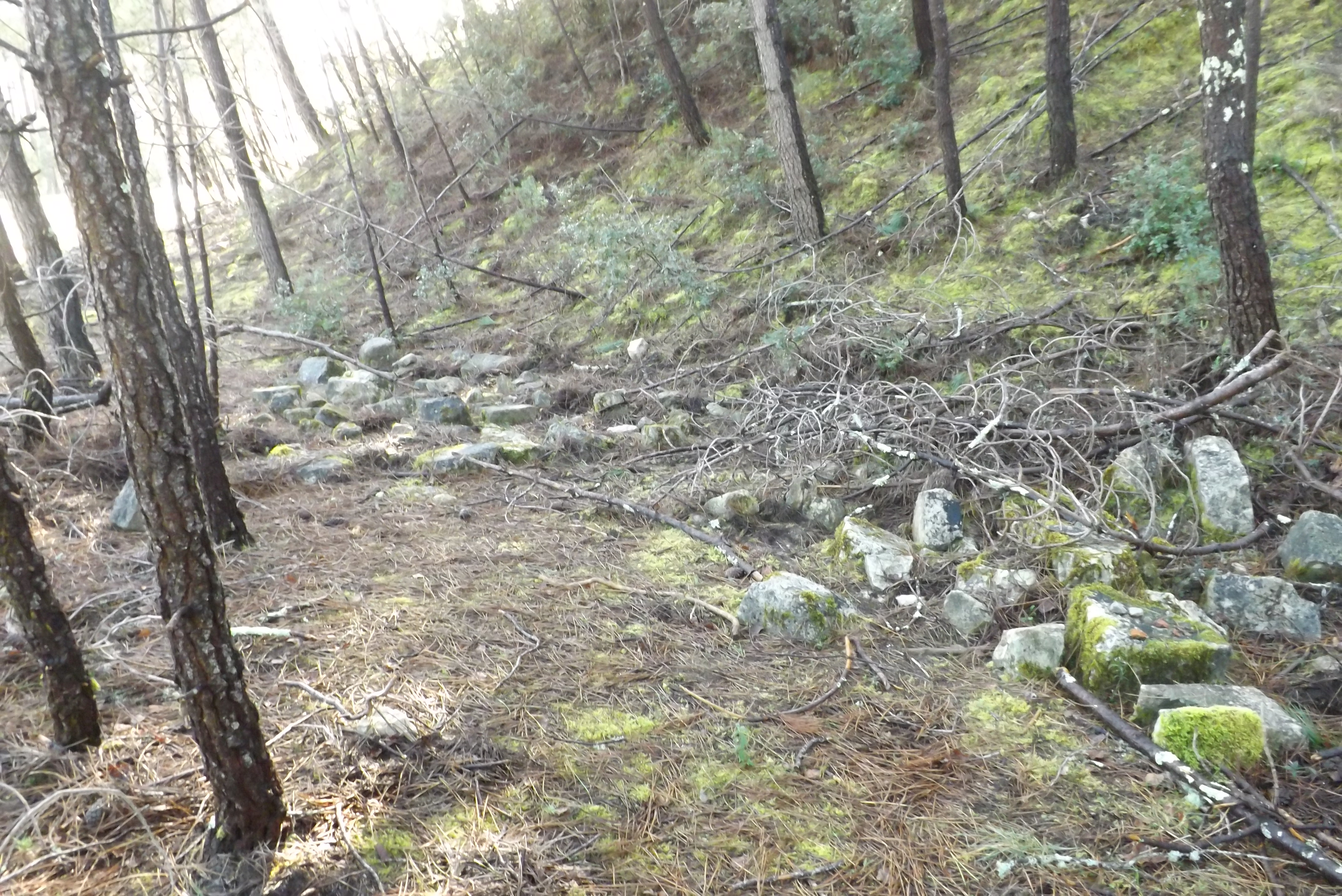
Les ruines de la chapelle.

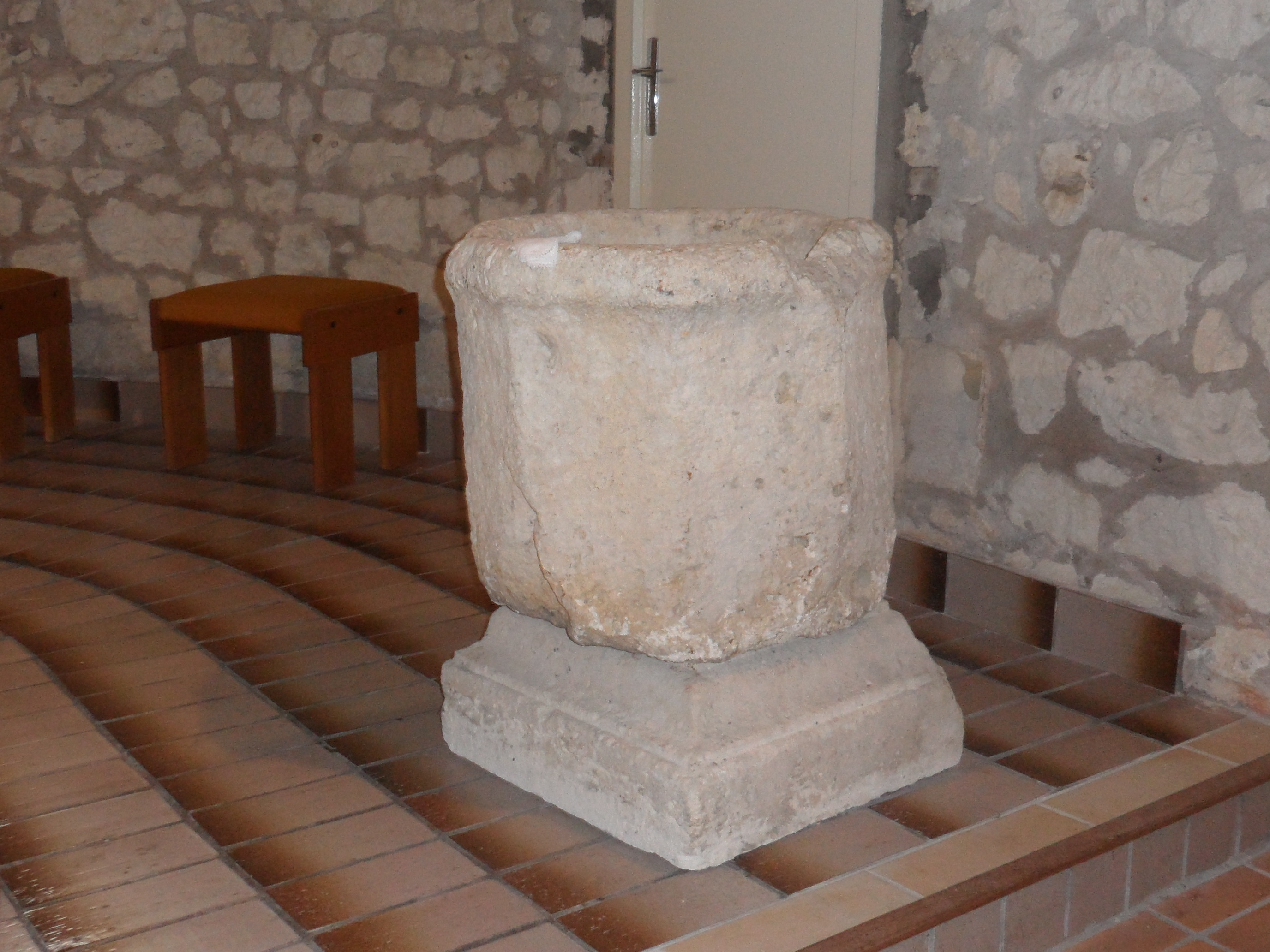
Fonts baptismaux de l'église conservé à l'église Saint-Cyr-et-Sainte-Julitte des Mathes

Notre-Dame-de-Buze était un petit village, aujourd'hui disparu depuis des siècles, situé dans la forêt de la Coubre au nord-ouest de La Palmyre sur la commune de La Tremblade en Charente-Maritime. Le village fut englouti par les sables au cours du XVIIe siècle. Seules quelques pierres de la chapelle subsistent encore.

## Localisation
La localisation du site de Notre-Dame-de-Buze fut longtemps un sujet de controverses entre historiens. Il semble établi au cœur de la foret de la Coubre que Notre-Dame-de-Buze se trouvait au lieu-dit actuel de « La Chapelle », Ligne 43 entre les tranchés du Volcan et de la Base.

## Histoire

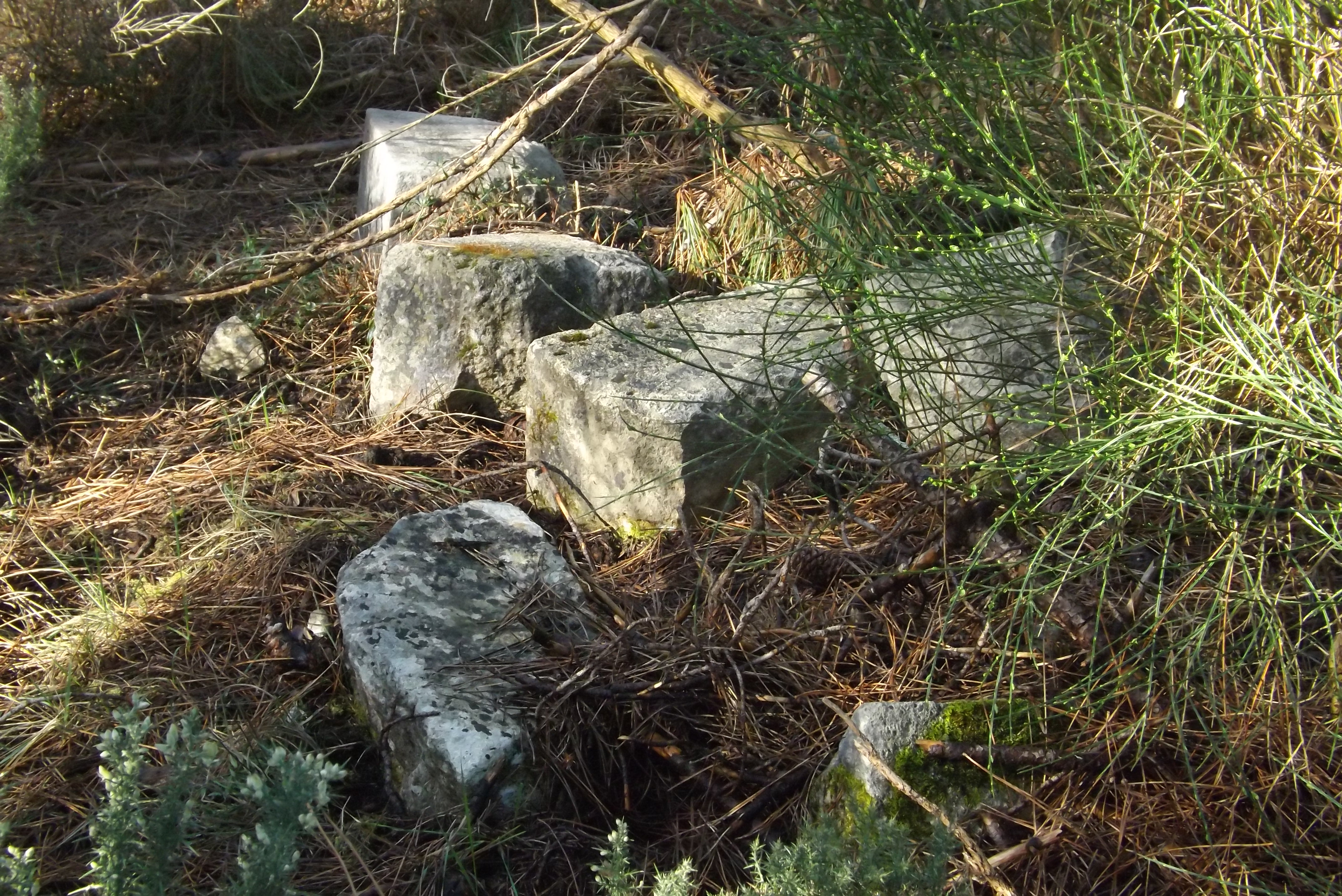
Les ruines de la chapelle.

La première mention de ce lieu apparaît dans la charte 3959 de l'abbaye de Cluny, datée de mars 1122: Adelard, seigneur de Mornac, concède aux ermites de Cluny le lieu que l'on appelle Buze. La forêt de la Coubre était jadis occupée par la forêt de Salis ou Saliz, une grande forêt essentiellement composée de feuillus. À la suite d'un déboisement inconsidéré durant le XVIIe siècle, époque caractérisée par des hivers particulièrement rigoureux (Petit âge glaciaire) le rideau protecteur de cette forêt fut détruit et commença l'invasion des sables. La forêt devenu ainsi un immense désert où les gens du pays disaient que les « montagnes marchaient en Arvert ». Ainsi, les hameaux de Chalarol, Palatreu, Sternusson, Hamel, Sourdonnié, Sallebœuf, l'abbaye de Notre-Dame de la petite Couronne et aux XVIIIe siècle les hameaux de Guériot et près de Saint-Palais, le Maine Gaudin et Anchoisne. Buze fut probablement complètement enseveli au cours du XVIIe siècle. Au XVe siècle, avant sa disparition, la paroisse de Notre-Dame-de-Buze appartenait à l'abbaye de Vaux.
Aujourd'hui il ne reste guère de vestiges, mis à part quelques pierres de l'église et quelques débris au milieu de la forêt. Les fouilles entreprises en 1960 ne donnèrent pas les résultats espérés, le but était de dégager totalement la chapelle.
Les chroniques de l'époque nous apprennent que cet ancien village comportait une église ou une chapelle et une léproserie.
Les fonts baptismaux de Notre-Dame-de-Buze sont les vestiges authentiques de cette chapelle, ils sont exposés actuellement dans le chœur de l'église Saint-Cyr-et-Sainte-Julitte des Mathes.
Une légende dit, que les soirs de tempête, la cloche de l'église de Buze sonnerait toujours.